# Islote Laguna
Islote Laguna är en ö i Argentina.   Den ligger i provinsen Chubut, i den södra delen av landet, 1 300 km sydväst om huvudstaden Buenos Aires. Arean är 0,28 kvadratkilometer.
Terrängen på Islote Laguna är mycket platt. Öns högsta punkt är 9 meter över havet. Den sträcker sig 0,6 kilometer i nord-sydlig riktning, och 0,9 kilometer i öst-västlig riktning.